# یواس‌اس ادیت (آی‌دی-۳۴۵۹)
یواس‌اس ادیت (آی‌دی-۳۴۵۹) (به انگلیسی: USS Edith (ID-3459)) یک کشتی بود که طول آن ۳۳۸ فوت (۱۰۳ متر) بود. این کشتی در سال ۱۹۱۵ ساخته شد.